# Auferstehungskirche (Aachen)

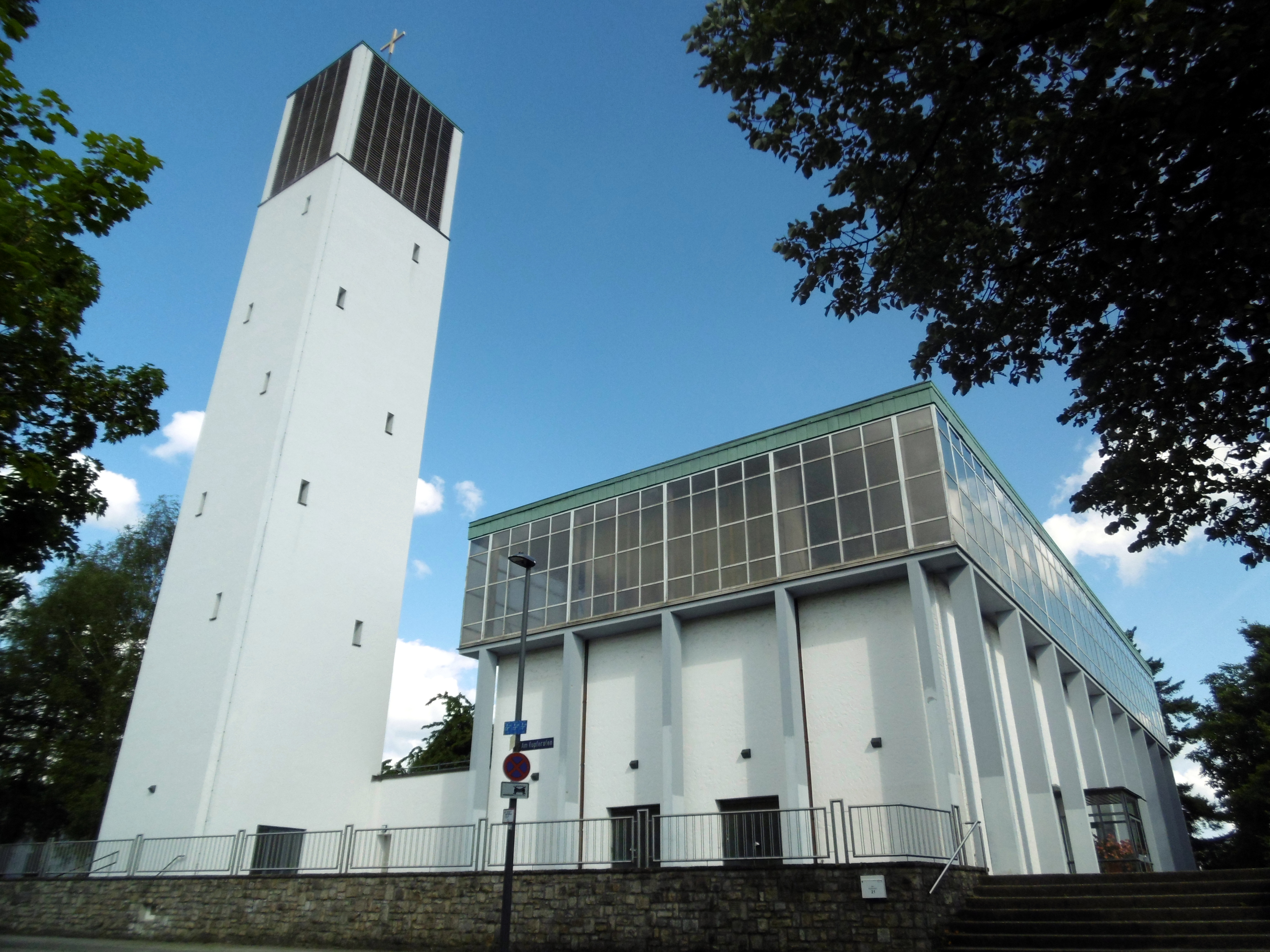
Ev. Auferstehungskirche Aachen-Forst (2022)

Die Auferstehungskirche ist eine evangelische Kirche in Aachen-Forst. Ihre Gemeinde gehört zum Kirchenkreis Aachen der Evangelischen Kirche im Rheinland.

## Geschichte
Nach dem Zweiten Weltkrieg entstanden in Aachen-Forst viele neue Siedlungen für Flüchtlinge aus dem Osten. Dadurch wuchs die evangelische Gemeinde stark an. Die Gottesdienste fanden in den 1950er Jahren noch in der evangelischen Volksschule in Forst statt. 1959 konnte ein Grundstück für einen Kirchenbau erworben werden. 
Der Hamburger Architekt Gerhard Langmaack entwarf einen großen, schlichten Gottesdienstraum mit einem hoch gelegenen Fensterband. Der 38 m hohe viereckige Glockenturm ist vom übrigen Gebäude getrennt. Die Grundsteinlegung fand am 11. Februar 1962 statt, der Eröffnungsgottesdienst am 7. Juli 1963.
2002 wurde der Gottesdienstraum umgestaltet und die nüchterne Klarheit des Raumes herausgestellt. Seither werden die Räumlichkeiten auch für künstlerische Aktionen wie Theater, Tanz, Begegnungsfeste oder Lichtinstallationen genutzt.

## Ausstattung

### Orgel
Die Orgel wurde 1971 von der Firma Hermann Eule Orgelbau Bautzen als Opus 418 gebaut. Das Instrument hat 26 Register auf zwei Manualen und Pedal mit folgender Disposition:
| I Hauptwerk C– |              |       |
| 1.             | Rohrpommer   | 16′   |
| 2.             | Prinzipal    | 8′    |
| 3.             | Spitzgedackt | 8′    |
| 4.             | Oktave       | 4′    |
| 5.             | Gemsquinte   | 2 ⁄3′ |
| 6.             | Superoktave  | 2′    |
| 7.             | Waldflöte    | 2′    |
| 8.             | Mixtur V–VI  | 1 ⁄3′ |
| 9.             | Trompete     | 8′    |

| II Brustschwellwerk C– |               |        |
| 10.                    | Holzgedackt   | 8′     |
| 11.                    | Praestant     | 4′     |
| 12.                    | Rohrflöte     | 4′     |
| 13.                    | Oktave        | 2′     |
| 14.                    | Terzian II    | 1 3⁄5' |
| 15.                    | Sifflöte      | 1′     |
| 16.                    | Scharff IV–VI | 1′     |
| 17.                    | Dulzian       | 16′    |
| 18.                    | Krummhorn     | 8′     |
| 19.                    | Klarine       | 4′     |

| Pedalwerk C– |               |     |
| 20.          | Subbass       | 16′ |
| 21.          | Prinzipalbass | 8′  |
| 22.          | Gemshorn      | 8′  |
| 23.          | Rohrgedackt   | 4′  |
| 24.          | Nachthorn     | 2′  |
| 25.          | Hintersatz V  | 4′  |
| 26.          | Posaune       | 16′ |

- Koppeln: II/I, I/P, II/P

### Glocken
Die vier Glocken haben die Tonfolge e´ - fis´ - g´ - a´ und tragen die Namen „Christus lebt“, „Christus siegt“, „Christus herrscht“ und „Christus triumphiert“. Sie wurden 1963 von der Glocken- und Kunstgießerei Rincker im hessischen Sinn gegossen.